# Kersbrook
Kersbrook – miasto w Australii, w stanie Australia Południowa.